# Посёлок Розы Люксембург (Липецкая область)
Ро́зы Люксембу́рг — посёлок Ивовского сельсовета Липецкого района Липецкой области.

## История
Образован в 1920-х годах. В 1932 году здесь жили 46 человек. Входил в Ивовскую волость  Задонского уезда  Воронежской губернии, а позднее — в Студенецкий (Водопьяновский, Донской) район.
На 1 января 2001 г. здесь было 9 хозяйств и проживало 18 человек.
Назван в честь деятеля международного рабочего движения Розы Люксембург.  
В 1984—1992 годах посёлок газифицирован.  

## Население
| 2010 | 2012 |
| ---- | ---- |
| 10   | →10  |